# The Criminal
Pour plus de détails, voir Fiche technique et Distribution.
The Criminal est un film britannique réalisé par Julian Simpson (en), sorti en 1999.

## Synopsis
Un musicien se retrouve pris dans une machination après avoir rencontré une femme dans un bar.

## Fiche technique
- Titre : The Criminal
- Réalisation : Julian Simpson (en)
- Scénario : Julian Simpson (en)
- Musique : Tolga Kashif, The Music Sculptors et Mark Sayer-Wade
- Photographie : Nic Morris
- Montage : Mark Aarons
- Production : Mark Aarons, David Chapman et Chris Johnson
- Société de production : Christopher Johnson Company, Palm Pictures et Storm Entertainment
- Pays :  Royaume-Uni
- Genre : Action et drame
- Durée : 99 minutes
- Dates de sortie : 
  -  Royaume-Uni : octobre 1999 (Festival du film de Londres), janvier 2001
  -  France : 24 mars 2001

## Distribution
- Steven Mackintosh : Jasper Rawlins
- Bernard Hill : l'inspecteur-détective Walker
- Eddie Izzard : Peter Hume
- Natasha Little : Sarah Maitland
- Yvan Attal : Mason
- Holly Aird : le sergent-détective Rebecca White
- Andrew Tiernan : Harris
- Jana Carpenter : Grace
- Justin Shevlin : The Barker
- Barry Stearn : Noble
- Norman Lovett : Clive
- Timothy Bateson : Thomas
- Abigail Blackmore : Arsey Barmaid
- Matthew Blackmore : Guy
- Daniel Brocklebank : Jonny

## Distinctions
Le film a reçu le prix du meilleur réalisateur dans le cadre de la Directors' Week du Fantasporto 2001.